# Ústav šlechtičen
Ústav šlechtičen byl typ světského institutu s duchovní náplní římskokatolické církve, sloužící k výchově, zaopatření a vzdělání dívek ze šlechtických rodin. V čele ústavu stála abatyše a přijetí chovanek bylo podmíněno přísnými pravidly s vývodem z nejméně 8 předků.

## Ústavy šlechtičen vČechách a na Moravě

### Ústav šlechtičen Panny Marie Školské

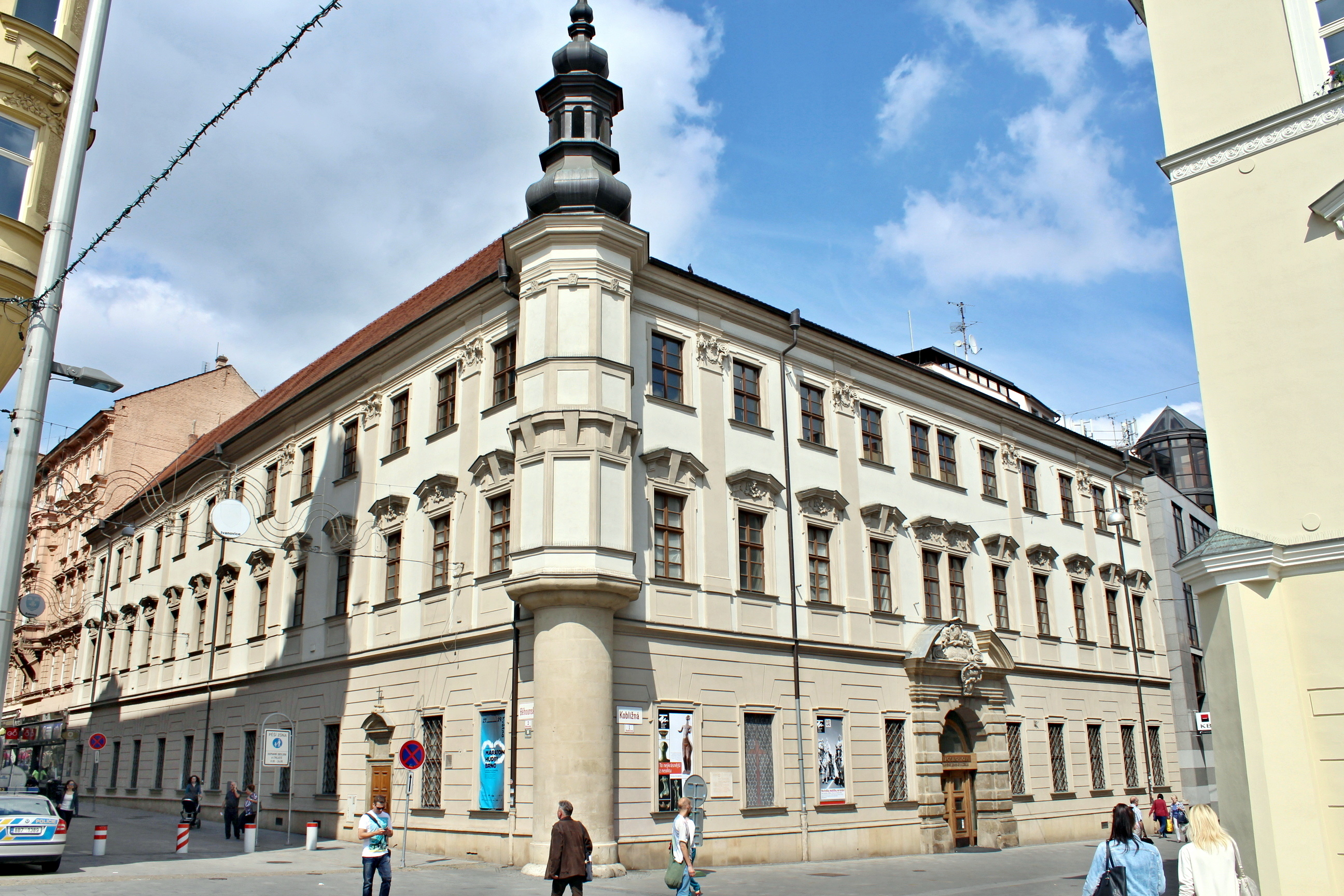
Palác šlechtičen v Brně

Tento ústav byl založen Janou Františkou Hraběnkou Magnisovou v Brně v roce 1654. K jeho zaopatření zakladatelka odkázala dům v Brně, ves Medlánky a 60 000 zlatých. Ústav později získal další panství na jižní Moravě.

### Novoměstský ústav šlechtičen usv. Andělů
Novoměstský ústav šlechtičen u sv. Andělů byl založen v roce 1701 Helenou hraběnkou z Bedarides. Ústav byl schválen císařem Leopoldem I. a až do roku 1755 měla jeho abatyše titul císařská a svaté říše římské okněžněná abatyše. Od založení do roku 1788 sídlil na Dobytčím trhu v Praze v budově dnešní Všeobecné nemocnice. Poté byl přesunut do budovy tzv. Norbertina v dnešní Revoluční ulici v Praze. Zde sídlil do svého zrušení roku 1918.

### Tereziánský ústav šlechtičen

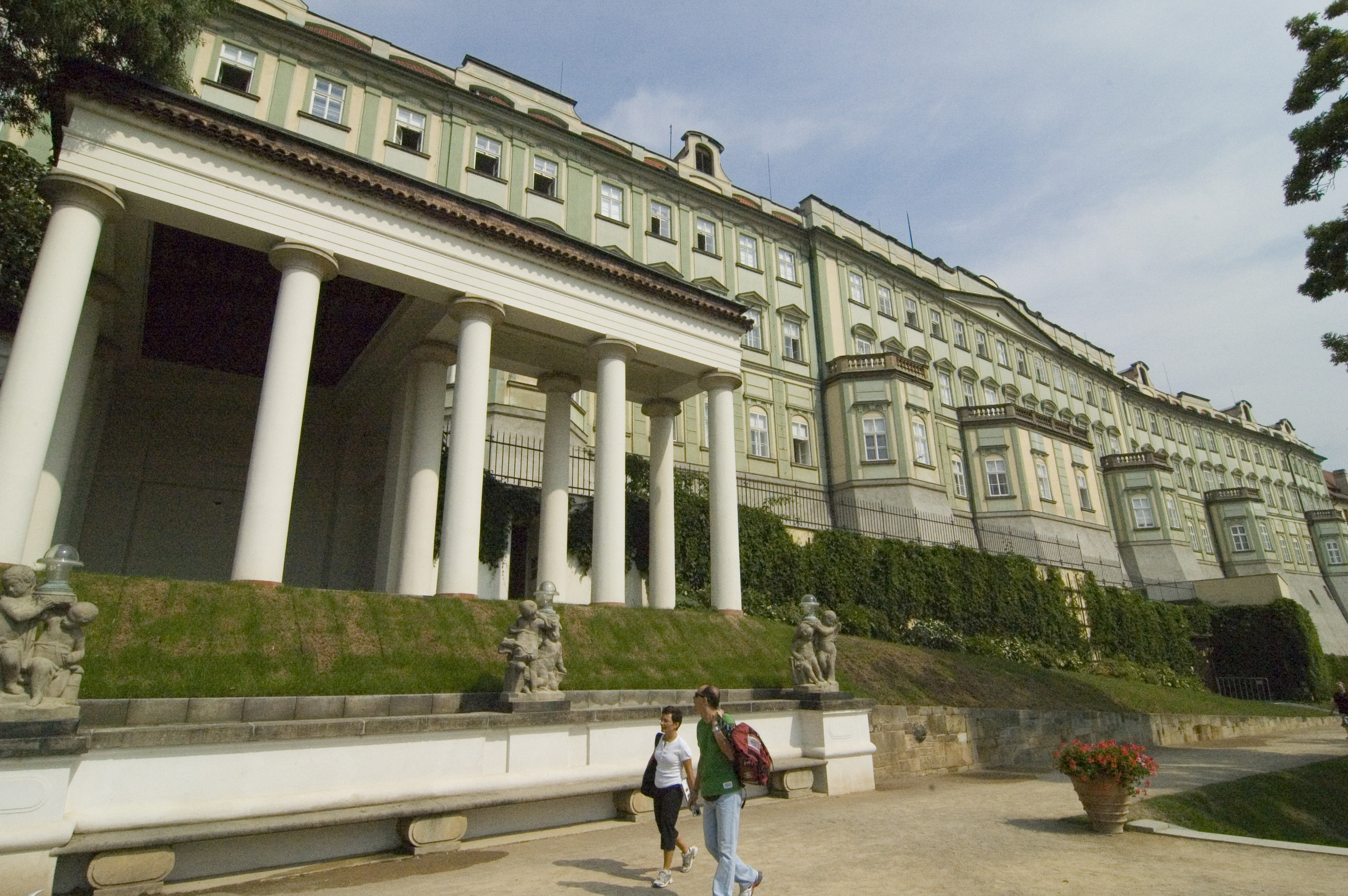
Ústav šlechtičen (Rožmberský palác na Pražském hradě)

Tereziánský ústav šlechtičen byl nejvýznamnějším českým ústavem. Založen byl v roce 1755 Marií Terezií, která jej nadala několika statky. Ústav sídlil v budově Rožmberského paláce na Pražském hradě. Všechny jeho abatyše byly rakouskými arcivévodkyněmi z rodu Habsburků. V roce 1792 získaly abatyše právo korunovat českou královnu po abatyších zrušeného kláštera u sv. Jiří na Pražském hradě.
V roce 1918 byla budova Ústavu vyvlastněna, ale šlechtičny ještě nějakou dobu žily z výtěžku velkostatku v Ledči nad Sázavou.

### Obdobné ústavy na území rakousko-uherské monarchie
Obdobné ústavy byly zakládány na území monarchie především po roce 1750 např. v Innsbrucku, ve Vídni, ve Štýrském Hradci i jinde.